# Dolf Joekes

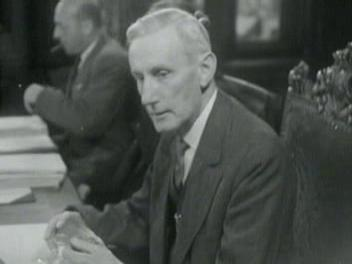
Dolf Joekes in 1948

Adolf Marcus (Dolf) Joekes (Boea (Sumatra, Ned.-Indië), 5 mei 1885 – 's-Gravenhage, 1 april 1962) was een Nederlands politicus van de Vrijzinnig-Democratische Bond (VDB), later PvdA. Van 1948 tot 1952 was hij minister van Sociale Zaken.

## Levensloop
Dolf Joekes studeerde en promoveerde (1908) in de rechtswetenschappen aan de Universiteit van Leiden. In 1911 promoveerde hij aan dezelfde universiteit in de staatswetenschappen. Joekes begon zijn parlementaire loopbaan in september 1925 als lid van de Tweede Kamerfractie van de Vrijzinnig-Democratische Bond, waarvan hij fractievoorzitter was van 1933 tot 1937 en lid van het dagelijks bestuur van 1945 tot 1946. In de periode februari 1946 tot augustus 1948 en gedurende enkele maanden in 1952 was hij Tweede Kamerlid voor de Partij van de Arbeid (PvdA).
Joekes was een vooraanstaand, bescheiden en nuchtere vrijzinnig-democratische politicus, die aandacht vroeg voor sociale aspecten in het financieel-economisch beleid. Vanaf 1933 tekende zich daardoor een verwijdering af met Pieter Oud, die als minister van Financiën vasthield aan de 'harde gulden'.
Joekes was van september 1939 tot september 1941 ook gemeenteraadslid van Den Haag.
Hij was van 5 mei 1942 tot december 1942 geïnterneerd in het kamp Sint-Michielsgestel. Hij was daar één der "Heeren Zeventien". In april 1943 werd hij overgeplaatst naar het Oranjehotel en een jaar later naar Buchenwald, waar hij zijn zoon Dolf (1912) aantrof, die bij de Pyreneeën was gearresteerd. Daar kreeg Joekes sr. een administratieve baan.
Na de Tweede Wereldoorlog kozen Joekes en Oud wel voor de stap naar de PvdA, maar Oud bedankte daarvoor al spoedig. In de PvdA-fractie steunde Joekes de Indië-politiek, hoewel hij altijd gematigd voorstander van zelfstandigheid van Indië was geweest. In het Kabinet-Drees-Van Schaik en het Kabinet-Drees I was hij minister van Sociale Zaken, die de Wet op de ondernemingsraden, een nieuwe Hinderwet en de Werkloosheidswet tot stand bracht.
Joekes kreeg een dochter en drie zonen. De oudste zoon Dolf (1912) werkte na de oorlog voor Shell in Nederlands-Indië, totdat de Nederlanders in 1957 het land moesten verlaten. De middelste zoon Willem Joekes (1916) werkte op Economische Zaken en de jongste zoon Theo Joekes (1923) was later Kamerlid voor de VVD.